# Wolfgang Schivelbusch
Wolfgang Schivelbusch, né à Berlin le 26 novembre 1941 et mort le 26 mars 2023 dans la même ville,, est un journaliste et historien allemand.

## Biographie
Après avoir étudié la littérature comparée, la sociologie et la philosophie à l'université de Francfort-sur-le-Main, Wolfgang Schivelbusch obtient un doctorat à l'Université libre de Berlin en 1972. Il est connu pour son usage de l'histoire des représentations.
Il obtient le prix Heinrich Mann en 2003, et le prix Lessing de la ville de Hambourg en 2013.

## Œuvres traduites en français
- Histoire des voyages en train [« Geschichte der Eisenbahnreise »], trad. de Jean-François Boutout, Paris, Éditions Le Promeneur, 1990, 252 p.  (ISBN 2-87653-085-6)
- Histoire des stimulants [« Das Paradies, der Geschmack und die Vernunft. Eine Geschichte des Genussmittel »], trad. de Éric Blondel, Ole Hanse-Love, Théo Leydenbach et Pierre Pénisson, Paris, Éditions Le Promeneur, 1991, 119 p.  (ISBN 2-07-072425-5)
- La Nuit désenchantée. À propos de l’histoire de l’éclairage artificiel au 19e siècle [« Lichtblicke. Zur Geschichte der künstlichen Helligkeit im 19. Jahrhundert »], trad. d’Anne Weber, Paris, Éditions Le Promeneur, 1993, 199 p.  (ISBN 2-07-073216-9)

## Distinctions
- bourse Guggenheim
- prix Heinrich-Mann
- Médaille Martin Warnke